# یامانه (روکو)
یامانه شهری در شهرستان روکو در استان بام در بورکینافاسوی شمالی است و جمعیت آن ۲۹۳ نفر است.